# Philipp Wilbrand Jacob Müller
Philipp Wilbrand Jacob Müller (* 4. Oktober 1771 in Odenbach; † 28. März 1851 ebenda) war ein deutscher evangelischer Pfarrer und Entomologe.

## Leben

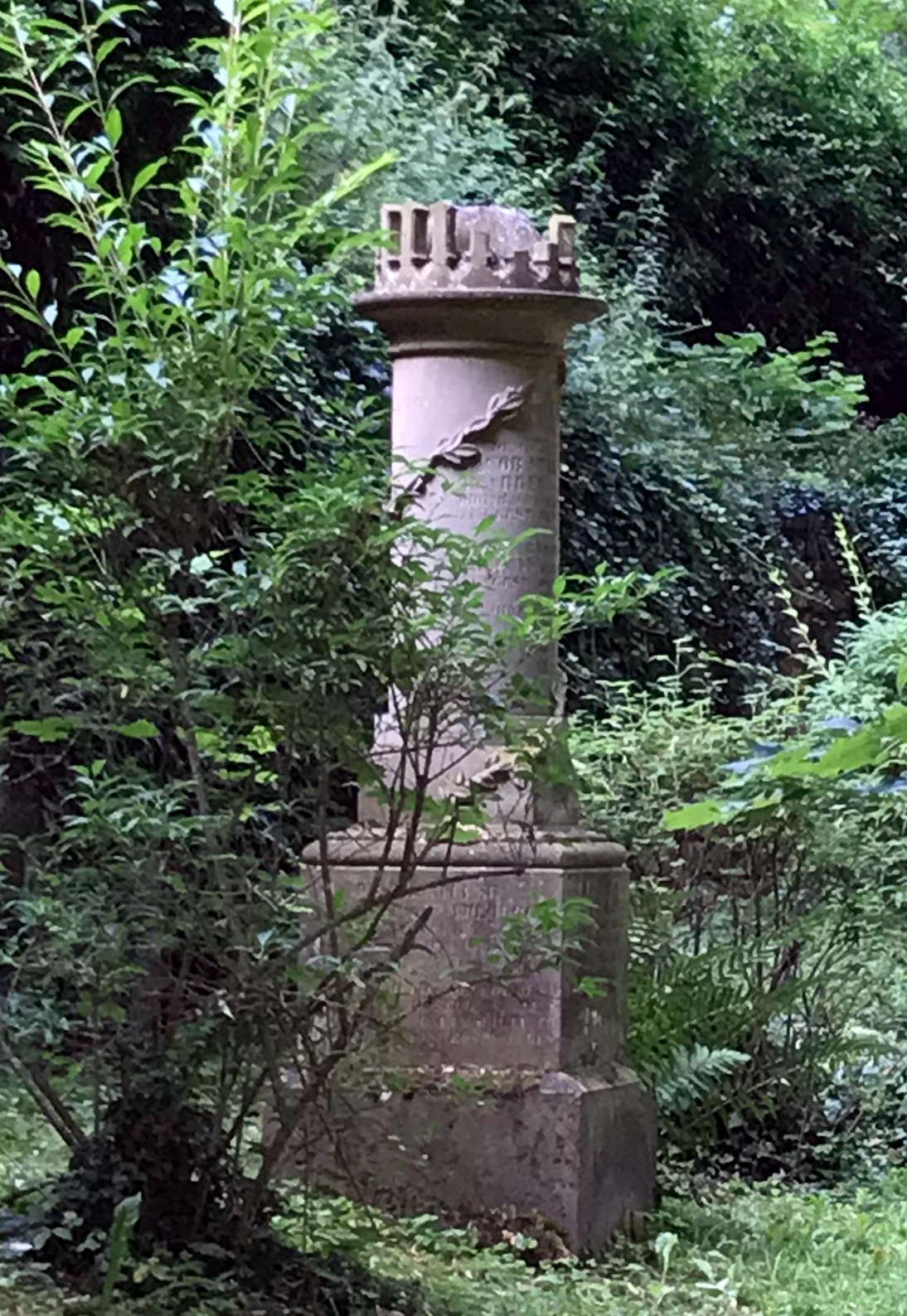
Gedenkstein für P.J.W. Müller und seine Familie auf dem Friedhof in Odenbach

Müller war Sohn des Odenbacher Pfarrers Georg Friedrich Müller (1735–1811) und seiner Ehefrau Maria Charlotta Elisabeth Albert (1743–1828). Von 1789 bis 1791 studierte er in Marburg Theologie. Anschließend kehrte er nach Odenbach zurück, wo er Vikar seines Vaters und schließlich im Jahr 1811 dessen Nachfolger als Pfarrer wurde (auch wenn er in den Entomologischen Heften schon 1803 als „Pastor“ bezeichnet wird). 1820 wurde er zum Dekan des Dekanates Obermoschel berufen, welches Amt er bis zum 11. Januar 1848 innehatte.
Seit dem 30. Mai 1798 war Müller mit Dorothea Luise Caroline Philippine Baumann (ca. 1772–1849), der Tochter des Einöller Pfarrers Gustav Christian Andreas Baumann (1738–1796), verheiratet. Aus dieser Ehe entstammen mehrere Kinder, u. a. Christian Ludwig Müller (1799–1856), der später Pfarrer in Otterberg, Lauterecken und Altrip war.
Wie schon sein Vater, so war auch P.W.J. Müller sehr an Naturwissenschaften interessiert, und zwar ganz besonders an der Entomologie, insbesondere der Koleopterologie. Gemeinsam mit drei Freunden (Johann Jacob Hoffmann, Wilhelm Daniel Joseph Koch [1771–1849] und Johann Michael Linz [1771–1855]) publizierte er 1803 erste Forschungsergebnisse in den „Entomologischen Heften“. Insgesamt hat Müller 50  Arten und zwei Gattungen (nämlich Leptinus und Macronychus) beschrieben, die noch heute valide sind. Seine umfangreiche Sammlung ist nur noch fragmentarisch erhalten, da ein Großteil durch Kriegseinwirkungen im Zweiten Weltkrieg und Käferfraß zerstört wurde.
Nach Müller wurde 1847 durch Wilhelm Ferdinand Erichson die Hakenkäferart Limnius muelleri benannt.

## Schriften (Auswahl)
- Philipp Wilbrand Jacob Müller/Johann Jacob Hoffmann/Wilhelm Daniel Joseph Koch/Johann Michael Linz: Entomologische Hefte enthaltend Beiträge zur weitern Kenntniss und Aufklärung der Insektengeschichte. Eine Vorarbeit zu einer künftigen Faune des Departements vom Donnersberge und den angrenzenden Gegenden der Departemente der Saar, und von Rhein und Mosel. Esslinger, Frankfurt am Main 1803. (2 Hefte).
- Philipp Wilbrand Jacob Müller: Bemerkung über einige Insekten. In: Magazin der Entomologie 2, 1817, 266–289.
- Ders.: Beiträge zur Naturgeschichte der grossen Hornisse, Vespa Crabro Fbr., einige an einem gezähmten Hornissen-Neste angestellte Beobachtungen. In: Magazin der Entomologie 3, 1818, 56–68.
- Ders.: Beiträge zur Naturgeschichte der Gattung Claviger. In: Magazin der Entomologie 3, 1818, 69–112.
- Ders.: Neue Insekten. In: Magazin der Entomologie 4, 1821, 184–230.
- Ders./Gustav Kunze: Monographie der Ameisenkäfer (Scydmaenus Latreille), in: Schriften der Naturforschenden Gesellschaft zu Leipzig 1, 1822, 175–204.